# Aaron Carretero
Aaron Carretero (* 12. Juli 1988 in Vitoria-Gasteiz) ist ein spanischer Eishockeytorwart, der seit 2010 beim FC Barcelona in der Spanischen Superliga unter Vertrag steht.

## Karriere
Aaron Carretero begann seine Karriere als Eishockeyspieler beim CH Gasteiz, für den er in der Saison 2004/05 sein Debüt in der Spanischen Superliga gab. Da der Verein vorübergehend den Spielbetrieb im Seniorenbereich einstellte, wechselte der Torwart im folgenden Jahr zu dessen Ligarivalen CH Txuri Urdin, für den er in den folgenden fünf Jahren aktiv wart. Zur Saison 2010/11 unterschrieb der Nationalspieler einen Vertrag beim FC Barcelona.

### International
Für Spanien nahm Carretero im Juniorenbereich an den U18-Weltmeisterschaften der Division II 2004 und 2005 sowie den U20-Weltmeisterschaften der Division II 2005, 2006, 2007 und 2008 teil. Im Seniorenbereich stand er im Aufgebot seines Landes bei den Weltmeisterschaften der Division II 2007, 2008 und 2014 und absolvierte drei Spiele in der Qualifikation zu den Olympischen Winterspielen 2010 in Vancouver.

## Erfolge und Auszeichnungen
- 2014 Aufstieg in die Division II, Gruppe AB, bei der Weltmeisterschaft der Division II, Gruppe B.